# 完颜允恭
完顏胡土瓦（1146年—1185年），漢名為完顏允恭，是金世宗嫡長子，母親是明德皇后烏林答氏。也是金章宗和金宣宗之父，是第七任皇帝衛紹王之同父异母兄长。
他在皇统六年丙寅出生，長大後「体貌雄伟、孝友谨厚」。世宗大定二年（1162年）四月，賜名允迪，五月立为皇太子。大定八年正月，改賜名允恭。大定二十四年三月，世宗前往上京會寧府（在今黑龍江省哈尔滨市阿城区內），詔太子守國。大定二十五年六月，太子在承华殿病逝，世宗在外闻訊後非常傷心，赐谥宣孝太子。大定二十六年，世宗立太子之子完顏璟為皇太孫。
金章宗完顏璟即位後，為父親追上諡號為體道弘仁英文睿德光孝皇帝，廟號為显宗，葬裕陵。

## 家庭

### 妻妾子女
- 孝懿皇后徒單氏
  - 金章宗完顏璟，名為麻達葛
- 昭聖皇后劉氏
  - 金宣宗完顏珣，賜名從嘉（後改回珣），名為吾睹補
- 田氏
  - 鄆莊惠王完顏琮，名為承慶
  - 瀛文敬王完顏瑰，名為桓篤
  - 霍王完顏瓚，賜名完顏從彝，名為阿憐。為趙王完顏孰輦嗣後。
- 劉氏
  - 瀛敦懿王完顏琦，賜名完顏從憲，名為吾里不
- 王氏
  - 溫悼敏王完顏玠，名為謀良虎

#### 女
- 鄴國長公主，長女，嫁烏古論誼，初封廣平郡主，金章宗四進封鄴國長公主
- 沂國公主
- 邢國長公主，嫁僕散安貞
- 升國長公主
- 郜國公主，嫁乌林答琳
- 定國公主，嫁蒲察辭不失（蒲察鼎壽長子，欽懷皇后之兄）
- 景國公主，嫁蒲察辭不失（蒲察鼎壽長子，欽懷皇后之兄）
- 道國公主，嫁蒲察辭不失（蒲察鼎壽長子，欽懷皇后之兄）